# Тутолмины
Тутолмины́ — древний русский дворянский род.
При подаче документов (10 января 1687) для внесения рода в Бархатную книгу, была предоставлена родословная роспись Тутолминых.
Род внесён в VI и II части родословных книг Курской, Калужской, Подольской Псковской и Тамбовской губерний.

## Происхождение и история рода
Род Тутолминых восходит к XV веку. Предки рода были жалованы поместьями (1570).
По другим версиям род имеет тюркское происхождение. Семейное предание производит Тутолминых от Чингисхана через его внука Берке.
В XVI веке Тутолмины служили по Кашире, а со второй половины XVIII века — по московскому списку. Царём Михаилом Федоровичем и патриархом Филаретом, воеводе Степану Киприяновичу Тутолмину за Московское сидение пожаловано поместья в Кашинском уезде (1624).

## Описание гербов

#### Герб Тутолминых 1785 г.
В Гербовнике Анисима Титовича Князева 1785 года имеется изображение двух печатей с гербами представителей рода Тутолмины:
1. Герб генерала от инфантерии, сенатора, губернатора во многих наместничествах, московский военный генерал-губернатор Тимофей Иванович Тутолмин: серебряное поле щита, находящемуся на орденской звезде,  разделено крестообразно на четыре части. В первой части, пять золотых шестиконечных звёзд (две, одна, две). Во второй части, три золотые шестиконечные звезды и золотой полумесяц, рогами влево (изм. польский герб Ксежиц). В третьей части, две (одна над другой) серые подковы, шипами влево. В четвёртой части золотой лев, стоящий на задних лапах, держащий в передних лапах натянутый лук со стрелой. Щит увенчан дворянской короной (дворянский шлем, нашлемник и намёт отсутствуют). Щитодержатель: с правой стороны восстающий лев, с высунутым языком и поднятым хвостом, мордой обращённый в правую сторону. Вокруг щита орденская лента с двумя орденскими крестами и военная арматура в виде: знамён, пушек.
2. Герб Акинфея Андреевича Тутолмина: серебряное поле щита, разделено крестообразно на четыре части. В первой части, пять золотых шестиконечных звёзд (две, одна, две). Во второй части, три золотые шестиконечные звезды и золотой полумесяц, рогами влево. В третьей части, две (одна над другой) серые подковы, шипами влево. В четвёртой части золотой лев, стоящий на задних лапах, держащий в передних лапах натянутый лук со стрелой. Щит увенчан коронованным дворянским шлемом, без шейного клейнода. Цветовая гамма намёта не определена[8].

#### Герб. Часть I. № 62.
Щит разделен на четыре части; из них в первой части, в голубом поле, изображены пять серебряных восьмиугольных звёзд. Во второй части, в красном поле, три серебряные восмиугольные звезды и полумесяц серебряный, обращённый рогами в левую сторону. В третьей части, в золотом поле, означены перпендикулярно две подковы. В четвёртой части, в серебряном поле, лев натурального цвета, стоящий на задних лапах, держащий натянутый лук со стрелой. Шит увенчан обыкновенным дворянским шлемом с дворянской на нём короной и тремя страусовыми перьями. Намёт на щите голубого и красного цвета, подложенный золотом и серебром. Щитодержатели: два льва.

## Известные представители
- Тутолмин Иван Васильевич (1638—1722) - воевода, стряпчий (1683), стольник (1687—1692).
- Тутолмин Иван Саввинович - стряпчий (1683), стольник (1687—1692)[10].
- Алексей Тимофеевич Тутолмин (1770—1823) — генерал-майор, благотворитель, построил в г. Старица больницу и Троицкую церковь в Свято-Успенском монастыре, сын Т. И. Тутолмина.
- Дмитрий Фёдорович Тутолмин (1776—1814) — гусарский полковник, шеф Литовского уланского полка.
- Иван Акинфиевич Тутолмин (1752/1753—1815) — директор Императорского воспитательного дома в Москве.
- Иван Васильевич Тутолмин (1760—1839) — действительный тайный советник, камергер, член Государственного совета[11]:650.
- Иван Иванович Тутолмин (1707—1746) — корнет Конной гвардии.
- Иван Фёдорович Тутолмин (1837—1908) — генерал от кавалерии, герой русско-турецкой войны (1877—1878), командир 5-го армейского корпуса, член Военного совета.
- Николай Акинфиевич Тутолмин (1755 — после 1811) — генерал-майор флота, Георгиевский кавалер.
- Николай Васильевич Тутолмин (1946—2010) — изобретатель-радиофизик, генеалог.
- Николай Николаевич Тутолмин (1877—1943) — врач-нарколог.
- Павел Васильевич Тутолмин (1773—1837) — губернатор Полтавской губернии.
- Тимофей Иванович Тутолмин (1740—1809) — генерал от инфантерии, Олонецкий, Архангельский, Московский генерал-губернатор.
- Фёдор Дмитриевич Тутолмин (1801—1870) — генерал-лейтенант.
- Тутолмин Владислав Алексеевич